# Percy Jackson: Prokletí Titánů
Percy Jackson: Prokletí Titánů je třetí kniha série bestsellerů Ricka Riordana Percy Jackson a Olympané.

## Příběh
Na začátku se Percy, Annabeth a Thalie dostanou do Westoverské základní vojenské školy, aby zachránili dva polokrevné jménem Bianca a Nico di Angelovi. Při tanci na plese Angelovi unese Thorn. Percy se za ním vydá, když se Annabeth rozeběhne najít Thalii. Thorn Percyho a Angelovi ale zajme a chystá se je odvést s pomocí lidských žoldáků k hoře Orthys. Do boje se pak vrhnou Thalia, Grover i Annabeth, ale Thorn je na tolik silná nestvůra, že pro něj nejsou soupeřem (pozn. Jak později Nico řekne, má útok 3000 a obranný bonus 5), ale zachrání je Lovkyně v čele se Zoe a Artemidou. Dále se Thorn vrhne z útesu spolu s Annabeth, kterou přinutí, aby podepírala oblohu a na to pak naláká Artemis, která se toho úkolu ujme za ní. Zoe se tak spolu s Thalií, Biankou a Groverem vydává zachránit svou paní. Percy uteče z tábora na radu Sally a vydá se zachránit Annabeth. Ve Washingtonu se setkává s vůdcem Titánů Atlasem, který na ně poštve Nemejského lva a nemrtvého. Percy se střetne i s ostatními a lva oslabí zvláštním pokrmem a Zoe ho zabije. Utíkají poté na západ do Nového Mexika, kde se střetnou s nemrtvími, ale umře z nich jediný. Pouze ten, kterého zabije Bianca (později se zjistí, že Bianca má moc nad mrtvými, neboť její otec je Hádes). Pak si promluví s Arésem a Afroditou, která mu prozradí, že miluje Annabeth i když si to nechce přiznat. Poté se dostanou na Hefastiovo smetiště, kde v souboji s obřím robotem zemře Bianca (proroctví řeklo: Jednoho pozbudou v krajině, kde déšť nepadá) a díky tomu mohou postoupit dále až na Hooverovu přehradu, kde je budou opět pronásledovat nemrtví, a tak Percyho zachrání Athéna a dívka jménem Rachel Dareová, jako jedna z mála smrtelníků, vidí skrz mlhu. Pak je odnesou Diovy a Athéniny bronzové sochy do San Franciska k Neréovi, který je dvojčetem Santa Clause a ten mu prozradí, která nestvůra dokáže zničit Olymp. Je to Ophiotaurus, jinak také Percyho mazlíček Bessie. Nakonec Percy od Artemidy na hoře Orthys převezme oblohu a do pout dostanou i Atlase.Thalie shodí Luka ze skály v domění smrti.
Zoe však umírá, protože proroctví řeklo: Jeden pak pod rukou rodiče zahyne. Mezitím Kronova armáda postupuje, ale nakonec je zachrání pan Chase se svojí Sophiht Camelem, kdy nestvůry postřílí. Ze Zoe se stane souhvězdí a Percy zjistí, že nejen on je prokletý Atlasem, ale i na Lukeho padlo Prokletí Titánů, kterým ho obdařil Kronos, a tak mu musí sloužit až do konce. Zjistí, že ho Athéna nenávidí, protože je to zkáza Olympu a Thalie přísahá nesmrtelnost, aby se jí už žádné proroctví netýkalo.) Nakonec o Štědrém dni si znepřátelí Nica, který mu přísahá pomstu za to, že neochránil jeho sestru. Nakonec Percy, Annabeth a Grover zjistí, že Nico je synem Háda a proroctví se týká i jeho, ale nesmí se to dozvědět bohové, protože by nejspíš zase chtěli bojovat.